# Boghni
Boghni (în arabă بوغنى) este o comună din provincia Tizi-Ouzou, Algeria.
Populația comunei este de 31.263 de locuitori (2008).